# Дедмаус

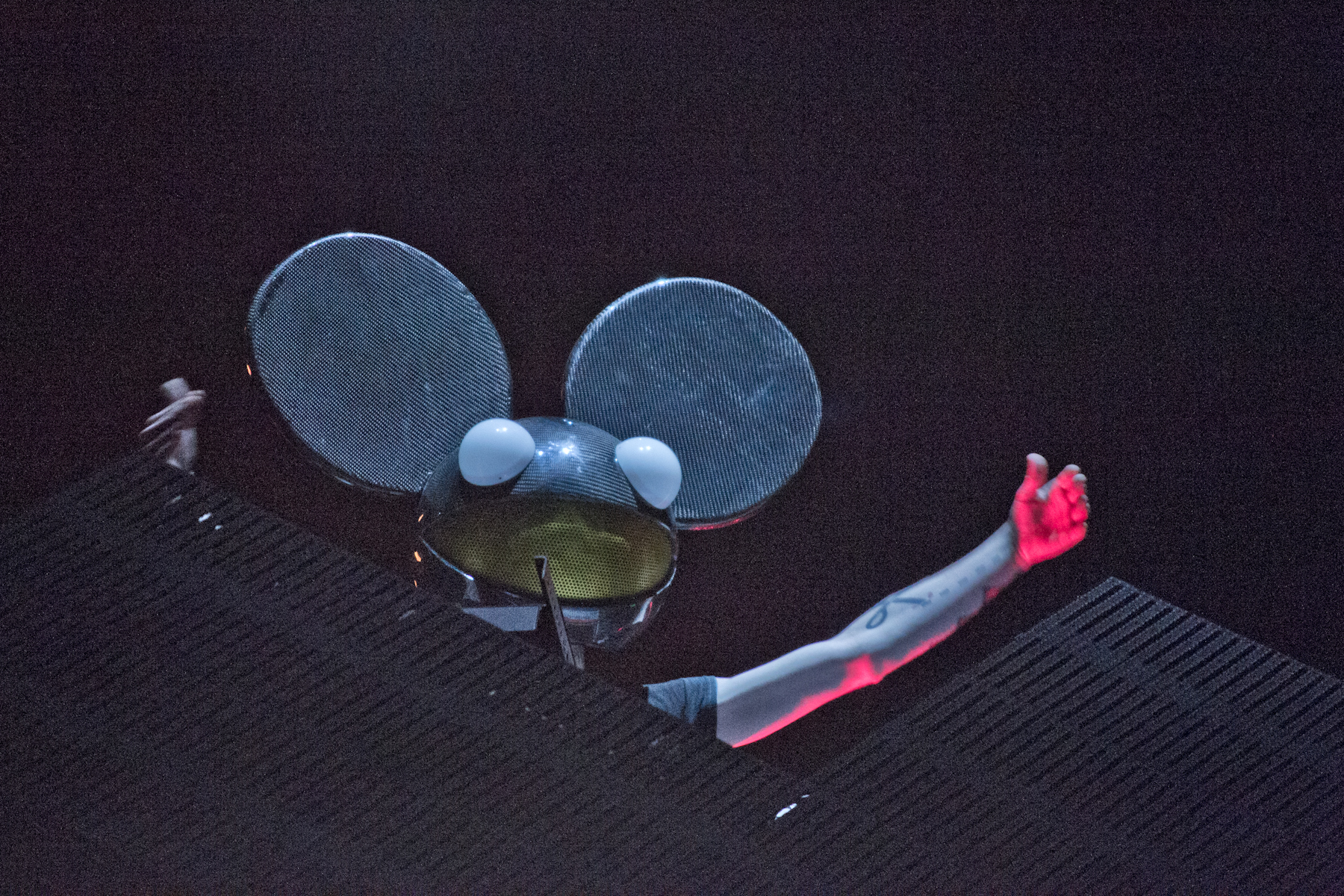
Deadmau5 выступает на фестивале Rock in Rio в Мадриде, 2012 год

Джоэль Томас Циммерман, более известный под псевдонимом Дэдмаус (англ.  deadmau5) — канадский диджей и музыкальный продюсер. В 2018 году занял 59 место в списке лучших диджеев мира по версии журнала DJ Magazine.

## Биография
Джоэль родился 5 января 1981 года. Уроженец Канады, Джоэль переехал от берегов Ниагарского водопада в Торонто, где сейчас живёт и работает. В Ниагаре он работал сопродюсером радио программы The Party Revolution со своим другом и напарником Steve Duda.
Уже будучи в Канаде, музыкант начал работать с лейблом Play Digital и помог ему стать одним из самых продаваемых онлайн лейблов на Beatport.com. Его синглы стали играть такие известные диджеи как Pete Tong, John Acquaviva, Chris Lake, Sebastien Leger, Nic Fanciulli, Jody from WOW, Donald Glaude и многие другие.
Сегодня Deadmau5 активно сотрудничает с group twentyfour и продвигает свои собственные лейблы 'Xfer records' и 'mau5trap'.
Ключевым моментом, повлиявшим на взлет популярности Джоэля, стало попадание одного из его треков Faxing Berlin в руки Пита Тонга (февраль 2007-го). С тех самых пор Deadmau5 стал один за одним выпускать цифровые синглы, создал собственный лейбл Mau5trap Recordings и попал как минимум на 15 танцевальных компиляций за весь год.
У Джоэля есть кот и кошка. Их имена Professor Meowingtons и Miss Nyancat, соответственно.

## Происхождение псевдонима
Псевдоним Циммермана был придуман, когда он, заменяя видеокарту, обнаружил мёртвую мышь в своём компьютере. Он сообщил об этом людям в чате и стал известен там как «тот парень с мёртвой мышью» (англ. that dead mouse guy). После этого он сократил псевдоним сначала до dead Mouse, а потом до deadmau5.

## Dota 2
Джоэль был диджеем на The International 5-го и 8-го августа 2015 года. После чемпионата в игре стал доступен для покупки набор музыки от продюсера. Также сам диджей говорит, что любит поиграть в неё в свободное время.

## Minecraft
Сам диджей говорит, что в свободное время также любит поиграть и в эту игру. Из-за этого создатель игры, Нотч, сделал ему уникальную модель игрока, добавив к ней мышиные уши

## Скандалы

### Суд с Disney на право использования mau5head, логотипа Джоэля
В 2014 году The Walt Disney Company подала на Джоэля в суд из-за схожести логотипа Джоэля и головы Микки Мауса. Сам Джоэль уже отмечал схожесть в интервью Rolling Stone.
В качестве ответной реакции Джоэль отметил, что в одном из видео серии Re-Micks была использована его композиция Ghosts 'n' Stuff без его разрешения на то.

## Дискография
- Get Scraped (2005)
- Vexillology (2006)
- Random Album Title (2008)
- For Lack of a Better Name (2009)
- 4x4=12 (2010)
- Album Title Goes Here (2012)
- While (1<2) (2014)
- W:/2016ALBUM/ (2016)
- Kx5 (при участии Kaskade) (2023)

## Награды и номинации

### Beatport Music Awards
1 мая 2008 года Джоэль стал самым награждаемым DJ/продюсером Beatport Music Awards. Beatport назвал его «Best Progressive House Artist».Beatport Music Awards. Архивировано из оригинала 20 апреля 2012 года. (В 2009 Beatport также наградил deadmau5 большинством премий. Также два года подряд deadmau5 был удостоен звания («Greatest House DJ Ever»). В июне 2010 Beatport огласил имена победителей их ежегодного Beatport Music Awards, награждая deadmau5 званиями Best Electro House Artist, Best Progressive House Artist и «самый влиятельный, соответствующий и идущий вперёд человек в электронной музыке за последние 12 месяцев.»Beatport Music Awards 2010. Архивировано из оригинала 20 апреля 2012 года.
| Год  | Номинированная работа                                              | Награда                       | Результат   |
| ---- | ------------------------------------------------------------------ | ----------------------------- | ----------- |
| 2008 | Джоэль                                                             | Best Electro House Artist     | победитель  |
| 2008 | Джоэль                                                             | Best Progressive House Artist | победитель  |
| 2008 | «Not Exactly»                                                      | Best Single                   | победитель  |
| 2008 | «Community Funk» (Deadmau5 remix) by Burufunk vs. Carbon Community | Best Remix                    | номинирован |
| 2009 | Deadmau5                                                           | Best Electro House Artist     | победитель  |
| 2009 | Deadmau5                                                           | Best Progressive House Artist | победитель  |